# Кот-д'Армор
Кот-д'Армор (фр. Côtes-d’Armor, дос. «Морські Береги», брет. Aodoù-an-Arvor) — департамент на заході Франції, один з департаментів регіону Бретань. У назві Кот-д'Армор упізнається ім'я римської провінції Арморика. Порядковий номер 22.
Адміністративний центр — Сен-Бріє. Населення 542,4 тис. чоловік (43-є місце серед департаментів, дані 1999).

## Географія
Площа території 6878 км². Розташований на півночі півострова Бретань, департамент омивається водами протоки Ла-Манш.
Департамент охоплює 4 округи, 52 кантони і 373 комуни.

## Історія
Кот-д'Армор — один з перших 83 департаментів, утворених під час Великої французької революції в березні 1790 р. Виник на території колишньої провінції Бретань.

## Галерея

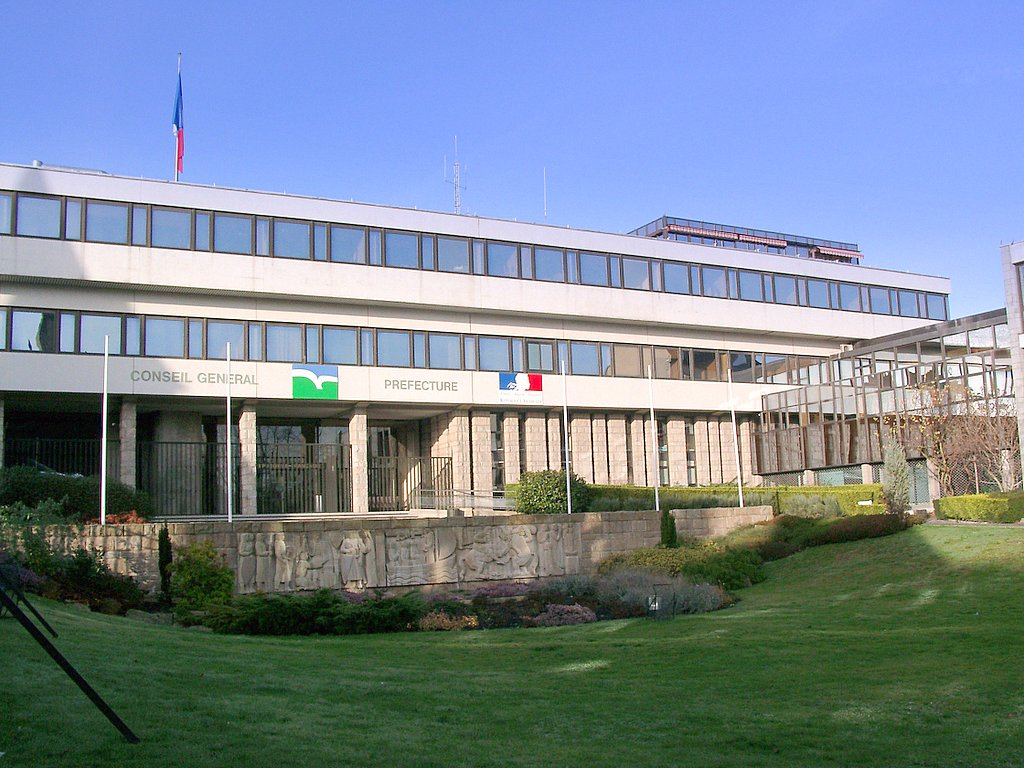
Префектура
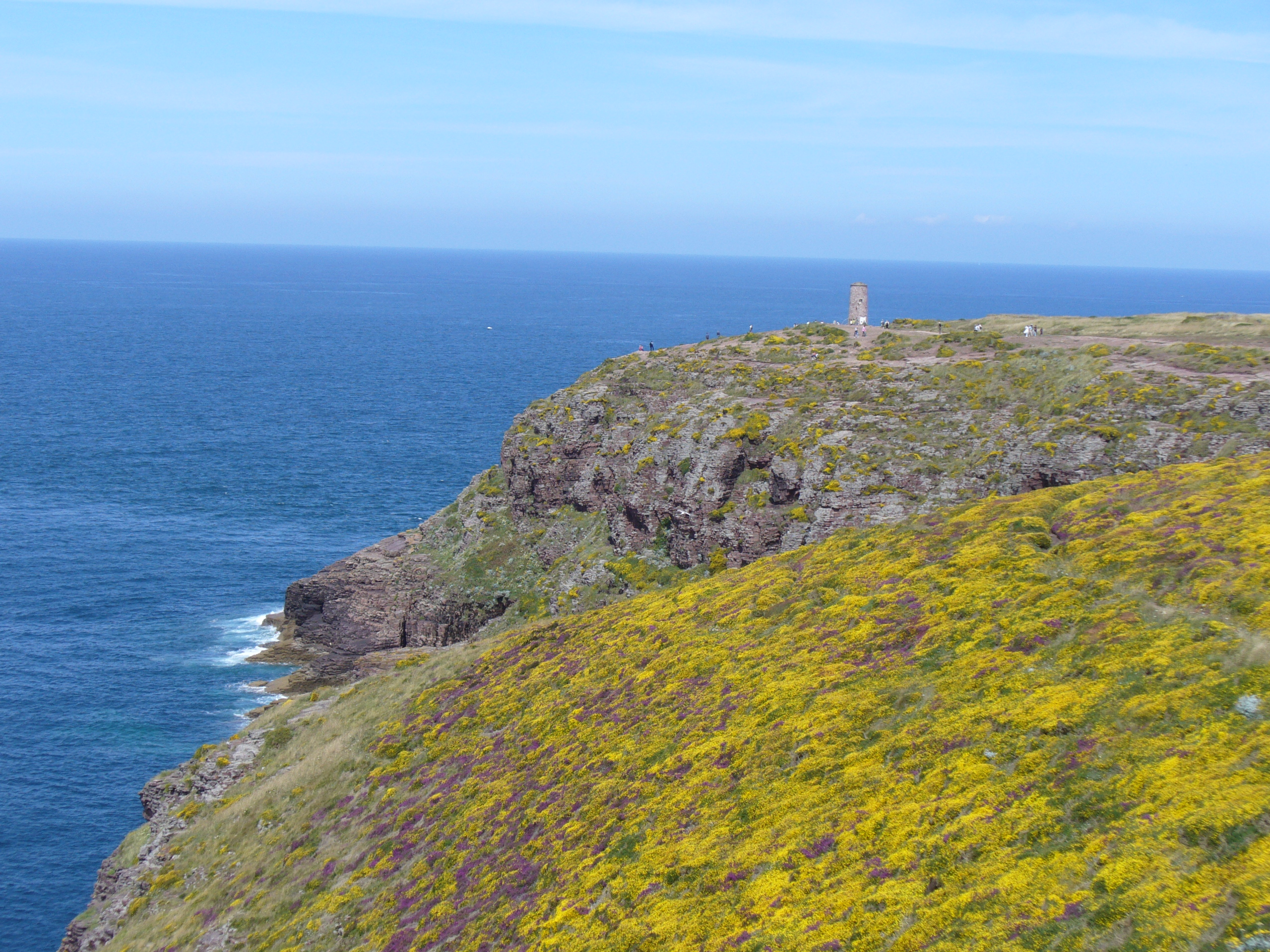
Мис Фреєль
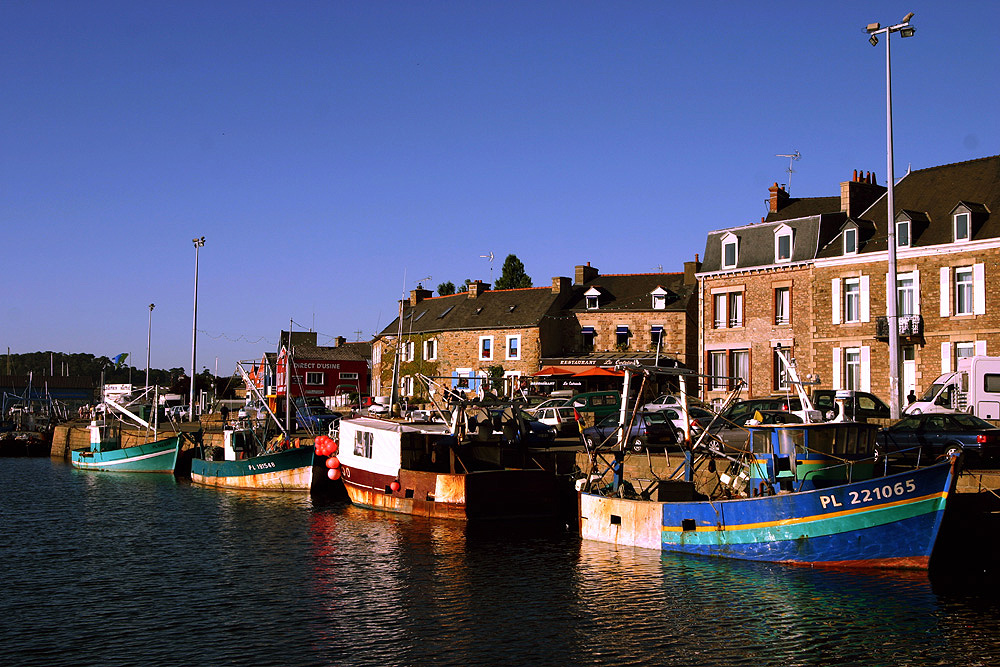
Комуна Пемполь